# Росоха (Західнопоморське воєводство)
Росоха (пол. Rosocha) — село в Польщі, у гміні Полянув Кошалінського повіту Західнопоморського воєводства.
Населення — 161 особа (2011).
У 1975—1998 роках село належало до Кошалінського воєводства.

## Демографія
Демографічна структура станом на 31 березня 2011 року:
|          | Загалом | Допрацездатний вік | Працездатний вік | Постпрацездатний вік |
| -------- | ------- | ------------------ | ---------------- | -------------------- |
| Чоловіки | 74      | 18                 | 52               | 4                    |
| Жінки    | 87      | 21                 | 49               | 17                   |
| Разом    | 161     | 39                 | 101              | 21                   |